# 須田泰生
須田 泰生（すだ たいき、1994年7月7日 - ）は、元山陰中央テレビジョン放送のアナウンサー（2017年 - 2020年）。
現在はeスポーツキャスターとしてオデッセイに所属している。またゲーム実況アナウンサーとしてYouTubeでも活動している。

## 来歴・人物
島根県大田市出身。島根県立大田高等学校、同志社大学経済学部経済学科卒業。
2016年12月からCHK京都アナウンススクールに通い、2017年から山陰中央テレビでアナウンサーとして就職し主にニュースを担当した。
2020年9月に山陰中央テレビを退社し、株式会社ODYSSEY に入社。　eスポーツ実況とYouTubeで「アナウンサーYouTuberたいきち」の名前で動画投稿開始する。
妹と弟がいる。AB型。ももいろクローバーZのファンであった。
2022年10月、ドズル社への入社を発表した。